# غريغ دي فريس
غريغ دي فريس (بالإنجليزية: Greg de Vries)‏ (و. 1973  م) هو لاعب هوكي الجليد كندي، مركز لعبه هو مدافع ‏.
.

## التعليم
تعلم في جامعة بولينغ غرين ستيت.

## جوائز
حصل على جوائز منها:
- كأس ستانلي.

## روابط خارجية
- غريغ دي فريس على موقع دوري الهوكي الوطني (الإنجليزية)
- غريغ دي فريس على موقع EliteProspects.com (الإنجليزية)
- غريغ دي فريس على موقع HockeyDB.com (الإنجليزية)
- غريغ دي فريس على موقع Hockey-Reference.com (الإنجليزية)